# Sajid Khan
Sajid Khan (Hindi साजिद खान; * 28. Dezember 1951 in Bombay, Bombay; † 22. Dezember 2023) war ein indischer Schauspieler und Sänger.

## Leben
Khan wurde in ärmlichen Verhältnissen in den Slums von Bombay geboren, dem heutigen Mumbai im indischen Bundesstaat Maharashtra. Er ist der Adoptivsohn des Bollywood-Filmemachers Mehboob Khan, dem Gründer der indischen Mehboob Studios, und dessen Frau Sardar Akhtar. Seine Neffen sind der Produzent Saqib Khan und der Schriftsteller Ilaham Khan, die Söhne seines Bruders Iqbal Khan.
Aus einer im Jahr 1990 geschiedenen Beziehung stammt ein Sohn namens Sameer.

## Karriere
Khan begann als Kind mit der Schauspielerei und spielte 1957 die jüngere Version von Sunil Dutts Figur Birju in Mehboob Khans Oscar-nominiertem Film Mother India; Sajid war zu dieser Zeit noch unbekannt und seine Gage betrug 750 ₹ (entspricht 64.000 ₹ oder 800 US-Dollar im Jahr 2020). 1962 spielte er die Titelrolle im nächsten und letzten Film seines Adoptivvaters, Son of India; laut Rauf Ahmed war der Film kein Erfolg an den Kinokassen, doch wurde Khans Leistung von den Kritikern gelobt.
Nach dem Tod seines Vaters im Jahr 1964 wurde Sajid von seiner Adoptivmutter Sardar Akhtar in die Vereinigten Staaten geschickt und wirkte in internationalen Produktionen mit.
1966 wurde er an der Seite von Jay North mit dem Film Gefahr im Tal der Tiger und dessen Fernsehadaption Maya berühmt, die von September 1967 bis Februar 1968 auf NBC ausgestrahlt wurde und 18 Folgen umfasste. Durch den Film und die Fernsehserie wurde Khan für kurze Zeit zum Idol und erschien weltweit auf den Titelseiten populärer Zeitschriften. 1968 hatte er eine Gastrolle in einer Folge der Westernserie Big Valley und trat in der US-amerikanischen Musik-Varietéshow It’s Happening als Gastjuror auf.
Anfang der 1970er Jahre spielte er die männliche Hauptrolle in einer Reihe von romantischen Komödien auf den Philippinen, unter anderem an der Seite von Nora Aunor und Vilma Santos. Zwischen 1972 und 1983 war er in mehreren Hindi-Filmen zu sehen, aber keiner der Filme war finanziell erfolgreich. Seinen letzten Filmauftritt hatte er 1983 in dem Merchant-Ivory-Film Hitze und Staub (engl. Heat and Dust), in dem er in einer Szene als Dacoit Chief zu sehen war. Neben der Arbeit vor der Kamera begann er auch eine kurzlebige Karriere als Sänger.
Nach dem Ende seiner Karriere gründete Khan Mitte der 1980er Jahre ein Geschäft für Modeschmuck namens Artistic in seinem Heimatland und war nur noch vereinzelt vor der Kamera zu sehen, so 2001 in dem Film Pilak und 2002 in 103 Folgen der Fernsehserie 1857 Kranti. Im deutschen Sprachraum wurde Sajid Khan unter anderem von Dennis Schmidt-Foß synchronisiert.
Er starb am 22. Dezember 2023 im Alter von 71 Jahren.

## Filmografie (Auswahl)

### Film
- 1957: Mother India
- 1962: Son of India
- 1966: Gefahr im Tal der Tiger
- 1971: The Singing Filipina
- 1971: The Prince and I (als Sajid Kahn)
- 1971: My Funny Girl
- 1972: Savera
- 1974: Mahatma and the Mad Boy (Kurzfilm)
- 1974: Do Nambar Ke Amir
- 1975: Zindagi Aur Toofan
- 1977: Mandir Masjid
- 1978: Daku Aur Jawan
- 1980: Abdullah
- 1981: Dahshat
- 1983: Hitze und Staub
- 2001: Pilak

### Fernsehen
- 1967–1968: Maya
- 1969: Big Valley
- 2002: 1857 Kranti

## Diskografie (Auswahl)
| Titel                                                                        | Jahr | Höchste Chart-Position             | Album        |
| Titel                                                                        | Jahr | Bubbling Under Hot 100 (Billboard) | Album        |
| ---------------------------------------------------------------------------- | ---- | ---------------------------------- | ------------ |
| Getting to Know You (Colgems Records 1026) Single Ha Ram (Of Love And Peace) | 1968 | 8                                  | Sajid (1969) |
| Dream (Colgems Records 1034) Single Someday                                  | 1969 | 19                                 | Sajid (1969) |